# Тимофіївське водосховище
 Тимофіївське водосхо́вище — невелике руслове водосховище на річці Братениця (ліва притока р. Ворскла). Розташоване в Богодухівському районі Харківської області.
- Водосховище побудовано в 1978 році по проекту інституту «Харківдіпроводгосп».
- Призначення — зрошення.
- Вид регулювання — сезонне.

## Основні параметри водосховища
- нормальний підпірний рівень — 153,2 м;
- форсований підпірний рівень — 154,79 м;
- повний об'єм — 2,90 млн м³;
- корисний об'єм —
- площа дзеркала — 80,0 га;
- довжина — 2,95 км;
- середня ширина — 0,271 км;
- максимальні ширина — 0,575 км;
- середня глибина — 3,63 м;
- максимальна глибина — 7,68 м.

## Основні гідрологічні характеристики
- Площа водозбірного басейну — 49,3 км².
- Річний об'єм стоку 50 % забезпеченості — 3,73 млн м³.
- Паводковий стік 50 % забезпеченості — 2,39 млн м³.
- Максимальні витрати води 1 % забезпеченості — 18,4 м³/с.

## Склад гідротехнічних споруд
- Глуха земляна гребля довжиною — 335 м, висотою — 10 м, шириною — 10 м. Закладення верхового укосу — 1:8, низового укосу — 1:2,5.
- Шахтний водоскид із монолітного залізобетону висотою — 8,02 м, розмірами 4,2×5,0 м, довжиною — 40 м.
- Водовідвідна труба двохвічкова розмірами 2(2,0х2,0)м, довжиною — 40 м.
- Донний водоспуск з двох сталевих труб діаметром 400 мм, обладнаний засувками.

## Використання водосховища
Водосховище було побудовано для зрошення в колгоспі ім. Ватутіна Богодухівського району.
На даний час використовується для потреб риборозведення.